# DK Bongos

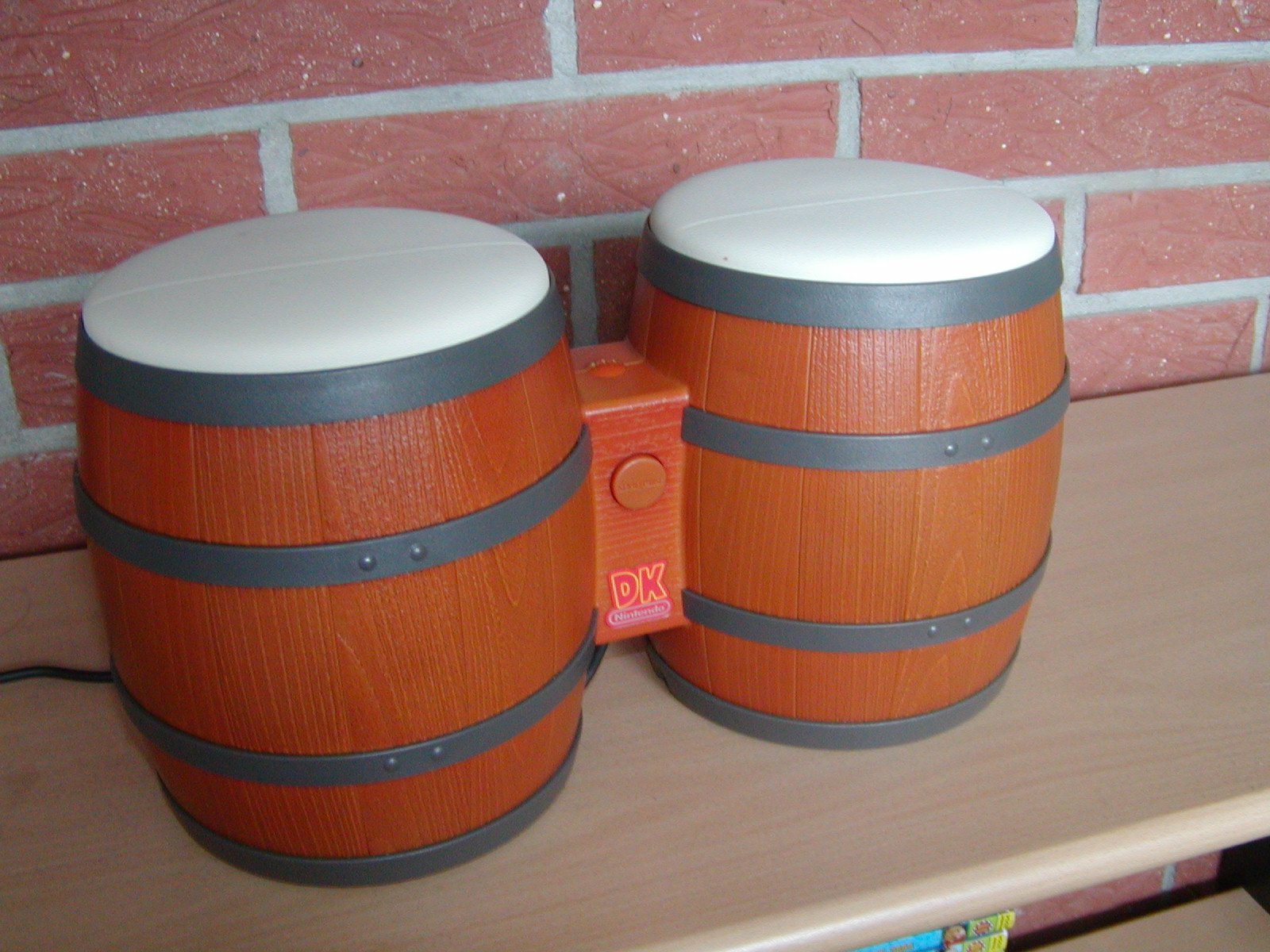
DK Bongos.

Los DK Bongos (o Bongos DK) es un sistema de control para Nintendo GameCube con forma de Bongos. Este hardware fue desarrollado para los videojuegos de Donkey Kong en GameCube, siendo estos los 3 juegos de Donkey Konga y el juego Donkey Kong Jungle Beat. Cada uno de los lados (o cada bongó) tiene forma del clásico barril que aparece en los títulos de Donkey Kong, con una goma blanca fija en lo alto de cada bongó. También contiene un micrófono incorporado en entre ambos bongos que detecta los aplausos (aunque golpeando los extremos de los bongos también funciona bien).
En Japón los bongos son llamados "TaruKonga"(o TaruConga). El nombre proviene de la combinación de la palabra "Taru" (palabra japonesa que significa "barril") "Kon" o "Con" (un sufijo utilizado por Namco cuando menciona sus periféricos, semejante a "GunCon o a "TaTaCon") y "Konga" o "Conga" (de la serie de juegos Donkey Konga)
También se ha confirmado que los DK Bongos son compatibles con la Wii y la Nintendo Switch 2

## Juegos que utilizan DK Bongos
- Donkey Konga
- Donkey Konga 2
- Donkey Konga 3
- Donkey Kong Jungle Beat
- Donkey Kong Bananza (Mapeado)

- Datos: Q1154475
- Multimedia: DK Bongos / Q1154475